# Julia (1984)
Julia este un personaj literar, o englezoaică fictivă, care apare în opera distopică a lui George Orwell, romanul O mie nouă sute optzeci și patru. Numele său de familie nu este cunoscut în carte.
Cunoștințele Juliei despre evenimentele dinaintea Revoluției sunt puține, întrucât singura ei sursă de informații a fost bunicul ei, care a dispărut când ea avea doar opt ani. Julia pare bine integrată în viața obișnuită a Oceaniei, super-statul fictiv în care se desfășoară acțiunea romanului.
În special, entuziasta Julia participă la activitățile organizate de Liga Tineretului Anti-Sex, la cele două minute de ură și la tot felul de activități organizate de comunitățile sociale. Aceste activități îi servesc Juliei să-și mascheze adevărata ființă, promiscuitatea sa sexuală și ura față de Partid.

## Descriere si rolul Juliei în roman
După cum povestește ea însăși, Julia s-a născut în 1958 în Oceania, super-stat care reunește America de Nord și de Sud, Africa de Sud, Australia și Regatul Unit  (rebotezat în roman Pista Unu).

Poziția personajelor din roman

Julia apare pentru prima dată în carte la vârsta de 27 de ani și este descrisă ca o femeie fermecătoare, cu părul gros și închis la culoare, o față pistruită și un fizic atletic. Ea este, de asemenea, un participant entuziast la cele două minute de ură îndreptate împotriva lui Emmanuel Goldstein. 
Winston Smith, un angajat al Ministerului Adevărului (Miniadev, în novlimbă), a cărui servici constă în rescrierea adevărului sub forma convenită de Partid, este, la început, dezgustat de fervoarea Juliei și chiar avea fantezia de a o viola și apoi de a o omorî, când a început să creadă că Julia ar putea fi un agent al Poliției Gândirii.
Cu toate acestea, realitatea este alta. Câteva zile mai târziu, Julia i-a dat lui Winston o foaie mică de hârtie pe care scrisese „Te iubesc.” Cei doi, cu multe greutăți, au intrat într-o relație și au devenit iubiți. S-a dovedit că adevărata Julia nu era, în realitate, o susținătoare fermă a Partidului. Amândoi știau că relația lor poate fi extrem de periculoasă. De fapt, relațiile sexuale între membrii partidului erau strict interzise, iar relațiile amoroase erau văzute ca ceva dezgustător, o sarcină care trebuie îndeplinită exclusiv pentru a aduce pe lume copii care pot servi cauzei Partidului.
Pentru a căuta puțină intimitate în timpul întâlnirilor lor, Winston a închiriat o cameră în casa comerciantului de antichități, Charrington. Acolo cei doi îndrăgostiți au fost capturați de Poliția Gândirii, în timp ce citeau fragmente din cartea lui Emmanuel Goldstein, Teoria și practica în colectivismul oligarhic. Charrington, după cum s-a dovedit, era un agent al Poliției Gândirii. (Charrington, care închiriase camera celor doi amanți, Winston și Julia, ascunsese un tele-ecran în spatele unui tablou). Cei doi iubiți au fost duși la Ministerul Iubirii, unde amândoi au fost supuși unui program de tortură fizică și psihică pentru „a-și răscumpăra,” față de Partid, caracterele antiguvernamentale.
În timpul interogatoriului luat de O'Brien lui Winston, cititorul află că Julia, imediat după arestare, a mărturisit totul, trădându-l pe Winston și convertindu-se pe deplin Partidului. Împrejurarea a fost confirmată de însăși Julia, în ultima parte a romanului, unde cei doi protagoniști s-au întâlnit și fiecare dintre ei a recunoascut că l-a trădat pe celălalt.

### Referință generală
- Orwell, George (8 iunie 1949). Nineteen Eighty-Four. Various; Secker and Warburg (first edition). p. 326. ISBN 978-0-14-118776-1.

### Citateinline
1. Cooper, Nick (1992–1998) — Nineteen Eighty-Four – Part 1 –  Nick Cooper, arhivat după original la 16 iulie 2012, recuperat la 6 noiembrie 2010, verificat la 15 septembrie 2022
2. Studio One in Hollywood: "1984" - IMDb, recuperat la 12 noiembrie 2010, verificat la 15 septembrie 2022
3. Actrița Jane Merrow, care a interpretat personajul Julia, pe IMDb – Jane Merrow, recuperat la 12 noiembrie 2010, verificat la 15 septembrie 2022
4. 1984! The Musical! la The New Theatre – jucat între 8 - 25 ianuarie 2020, an original Australian work – o lucrarea originală australiană — spectacol pe un libret scris de Davidson McLeod și Diana Reid, pe muzica lui Riley McCullagh – conexiune verificată la la 15 septembrie 2022